# Warten auf Godot
Warten auf Godot (französischer Originaltitel: En attendant Godot) ist ein Theaterstück von Samuel Beckett, das als Inbegriff des absurden Theaters gilt. „Das Stück war einer der größten Erfolge der Nachkriegszeit und die Faszination, die von diesem Stück ausgeht, ist bis heute nahezu ungebrochen.“
Beckett hat es im Herbst 1948 begonnen, Anfang 1949 fertiggestellt und 1952 publiziert. Nachdem er lange vergeblich nach einer Aufführungsmöglichkeit gesucht hatte, wurde es schließlich am 5. Januar 1953 vom Théâtre de Babylone in Paris uraufgeführt. Regisseur der Premiere war Roger Blin, der selbst als Pozzo mitspielte. Die Aufführung war überraschend erfolgreich und verhalf Beckett zu seinem Durchbruch als Autor. Die erste Inszenierung im deutschsprachigen Raum (Übersetzung mit kleinen inhaltlichen Änderungen von Elmar Tophoven in Abstimmung mit Beckett) fand am 8. September 1953 im Schlosspark Theater in Berlin unter der Regie von Karl Heinz Stroux statt. 1955 kam Becketts englischsprachige Fassung des Stückes als Waiting for Godot in London auf die Bühne.
Becketts Weltruhm beruht nicht zuletzt auf diesem Theaterstück, dessen Titel inzwischen international zur Redewendung wurde und mit dem – dem Stück nicht ganz folgend – ein existentieller Zwang zu langem und vergeblichem Warten gemeint ist.

## Inhalt

### Übersicht

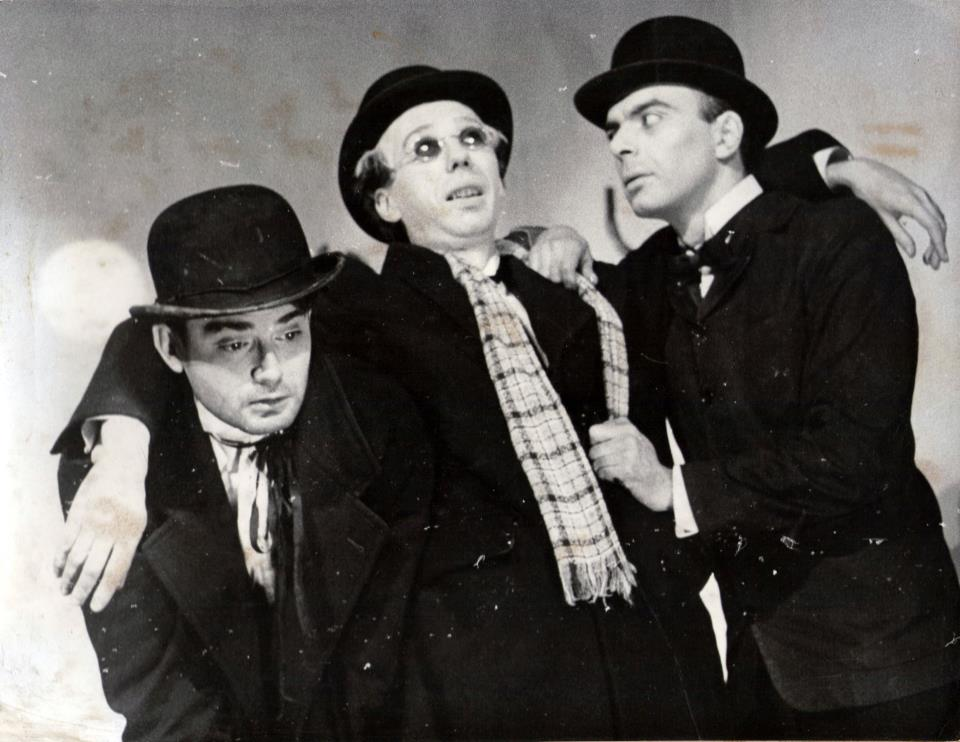
Jorge Petraglia, Roberto Villanueva, Leal Rey (Revista Teatro in Buenos Aires, 1956)

Die Landstreicher Estragon und Wladimir warten den zweiten und dritten Tag auf eine Antwort des ihnen nur vage bekannten Godot. Vor allem Estragon beginnt an dem ereignislosen Nichtstun so zu leiden, dass er mehr als zehnmal den Wunsch äußert, das Warten abzubrechen. Aber diese sie in „Bittsteller“ verwandelnde Anfrage blockiert alle Versuche des Weggehens bzw. der Neuorientierung: „Nichts zu machen!“ Mit einer Reihe von Spielen vertreiben sie sich die Zeit. An beiden Tagen erscheint ein Junge als Bote Godots, der ihnen jeweils mitteilt, Godot werde nicht heute, bestimmt aber morgen kommen.
Ihr herausforderndes Warten wird durch den Auftritt eines Herrn Pozzo und seines Dieners Lucky unterbrochen, die zeitweilig für Abwechslung sorgen. Das Stück endet mit dem nicht endenden Warten.

### Verantwortungsverweigerung

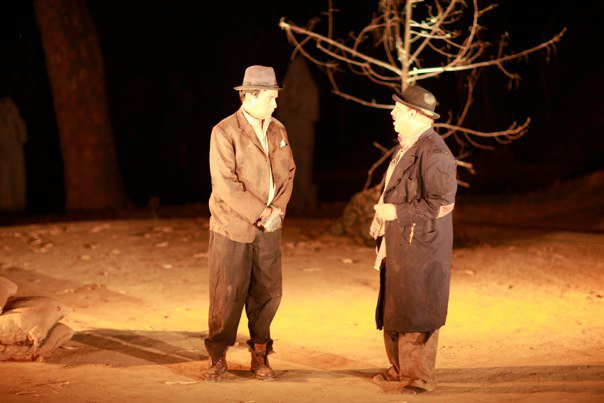
Vladimir und Estragon (The Doon School, Indien, 2010)

Neben den titelgebenden symbolischen Verlust an Initiative treten im ersten und vor allem zweiten Akt auch andere Themen von allgemeiner Relevanz: die Gewalt auf der Straße, die Ausbeutung anderer, der Tod von Millionen Menschen, deren Asche und Gebeine die Überlebenden zu einer Reaktion auffordern. Estragon und Wladimir fühlen sich stellvertretend für die ganze Menschheit angesprochen: „An dieser Stelle und in diesem Augenblick sind wir die Menschheit, ob es uns passt oder nicht.“ Es ist der im Hinblick auf Godot so vergessliche Estragon, der mehrfach die Hinweise auf eine globale christliche Verantwortung in die Gespräche einflicht.
Um der Reflexion über die Ursachen der Katastrophe, dem „Denken“ zu entgehen, erfinden Estragon und Wladimir nun eine Reihe von „Spielen“, die ihre Denk- und Empathieverweigerung entschuldigen, den Erinnerungsfokus der Gräuel zerstreuen und diese kaschieren sollen: das An- bzw. Ausziehen der Schuhe, das schnelle Tauschen ihrer Hüte, das Nachahmen von Pozzo und Lucky, die wechselseitige Beschimpfung – und dann wieder die Bekräftigung ihrer Freundschaft, dann Leibesübungen, dann die Suche nach Namen … In diesem Ausweichen vor Verantwortung spiegeln die beiden ein gesellschaftliches Lebenskonzept, das an der Oberfläche ein aktives Warten aus tödlicher Langeweile ist, darunter aber die Verweigerung moralischer Konsequenzen nach dem massenhaften Tod. Wladimir kann daher irritiert fragen, ob die Zerstreuungsspiele „unseren Verstand vor dem Untergang“ bewahren oder ihn im Gegenteil in eine moralische „Nacht unergründlicher Tiefen“ führen.
Auch die Detailanalyse einer Handlungssequenz verdeutlicht das Thema der moralischen Inkonsequenz in einer allegorischen Handlungsstruktur: Beckett lässt seine Figuren mehrfach das Ende des Wartens vereinbaren, das sie dann, performativ widersprüchlich, nicht umsetzen: „Wir gehen? – Gehen wir! Sie gehen nicht von der Stelle.“ Wie die beiden Landstreicher sich eine Handlung versprechen, die sie nicht ausführen, so versagt auch die von ihnen repräsentierte Menschheit bei der Einlösung ihrer zivilisatorischen Versprechen, auf millionenfachen Tod und Massenmord moralisch verantwortlich zu reagieren. Das mit dem Stück populär verbundene Warten ist nur die äußere Seite des moralischen Versagens bei der Antwort auf die Menschheitsfragen.

### Verwirrung der Intellektuellen

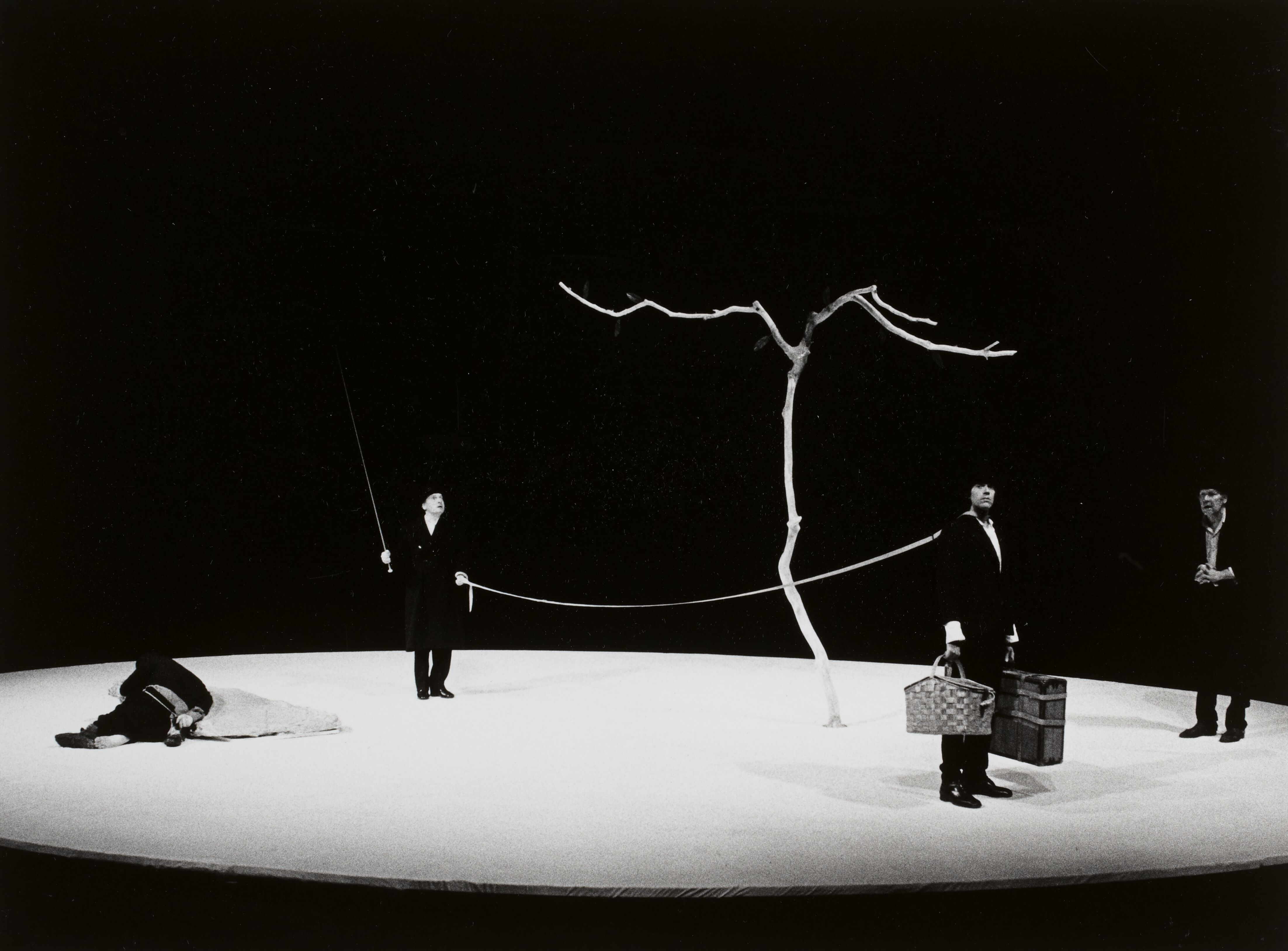
Warten auf Godot, Festival d’Avignon, 1978

Auch der Landbesitzer Pozzo, der später mit seinem Diener-Sklaven Lucky vorbeizieht, unterstreicht die ethische Dimension der Handlung. Pozzo ist ein reicher Tyrann, der sich Lucky als Lastenträger und „Hofnarren“ hält. Er treibt seinen mehrfach als „Schwein“ angesprochenen und mit Koffern schwer beladenen Diener im ersten Akt wie einen entkräfteten Packesel an einem Strick um den Hals vor sich her, lässt ihn auf Kommando apportieren und tanzen. Mit knallender Peitsche fordert er, gleichsam als Höhepunkt seiner Darbietungen, Lucky dazu auf, „laut zu denken“. Was dabei herauskommt, ist ein wirrer Monolog über das „Abmagern“, das „Kleiner-Werden“ und das „Unvollendete“ der Menschheit. Bei ihrem späteren Erscheinen im zweiten Akt, nach einem Zeitsprung, ist Pozzo inzwischen blind und Lucky stumm geworden – mit ihrer Hinfälligkeit personifizieren sie die Hinfälligkeit der gesellschaftlichen Moral.

## Deutung und Rezeption

### Moralische Interpretation

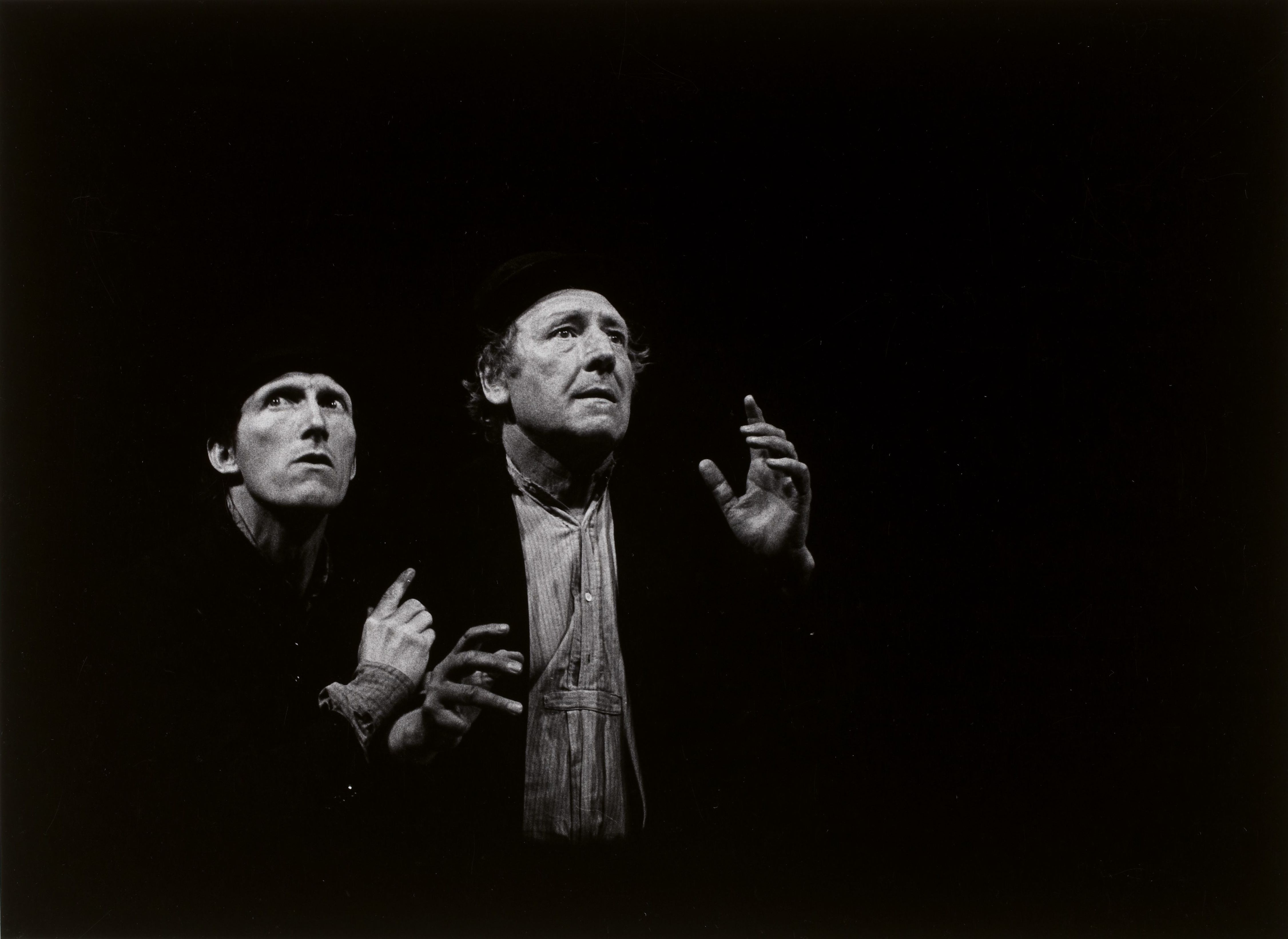
Warten auf Godot, Festival d’Avignon, 1978

Eine plausible Interpretation muss die Textur der Wiederholungen – vor allem das Warten auf die Erfüllung eines Versprechens, Estragons Vergesslichkeit, die Spiele-Sequenz und die folgenlose Bewegungsankündigung – kohärent verbinden können, sonst wäre sie gescheitert. Im Kern ist daher in Warten auf Godot (1948 fertiggestellt) das Thema eine Doppelstruktur der Selbstfesselung: An der Oberfläche geht es darum, sich durch eine Reihe von Spielen vor der Entscheidung zu drücken, das Warten abzubrechen; in der Perspektive der moralischen Verarbeitung von Holocaust und Weltkrieg geht es darum, sich durch immer neue Spiele auch das Denken zu vertreiben und den christlichen und allgemeinen moralischen Fragen nach der Ursache millionenfachen Sterbens auszuweichen. Was im ersten Fall noch als Clownerie oder „absurdes Theater“ zweier Landstreicher erscheint, wird im zweiten Fall zur Kritik an der moralischen Verweigerung einer Welt, sich rückblickend mit ihren Traumata zu beschäftigen und an der Verhinderung der nächsten zu arbeiten. Die das Stück eröffnende und mehrfach wiederholte Formel „Nichts zu machen“ ist daher doppeldeutig: Sie beschreibt an der Oberfläche resignierend die Unmöglichkeit, Godots Antwort zu beschleunigen, darunter aber liegt die Kritik der Aufforderung, den Ursachenfragen und der humanen Verantwortung nicht weiter nachzugehen. Ohne diesen doppelten Blick wird die moralische Kritik Becketts unsichtbar im rein Absurden.
Die Entstehung des französischen Originals und der Originaltext stützen eine „moralische“ Interpretation: In einer frühen Manuskriptfassung trug die Figur des Estragon den Namen „Levy“ und im französischen Original gibt es weiterhin mehrere Ortsbezeichnungen, die sich auf jüdische Einrichtungen in Paris beziehen. Diese sind in der mit Beckett abgestimmten deutschen Übertragung nicht mehr zu erkennen. Dennoch nähert sich der in Warten auf Godot dramatisch gestaltete moralische Vorwurf auch in der deutschen Fassung der später so genannten „zweiten Schuld“, die Ralph Giordano im Verdrängen und Leugnen der „ersten Schuld“ sah, der im Kontext des Nationalsozialismus begangenen Verbrechen. Der Godot des Titels wird dann mit Verweis auf das englische Wort God und die französische Diminutiv-Endung -ot als kleiner Gott, des Menschen besseres Ich, gedeutet, auf dessen Ankunft der Mensch vergeblich hofft. Im Kontext der „moralischen Interpretation“ personifiziert Godot sowohl die Verheißung der moralischen Verantwortung als auch ihre Korruption.

### Historische Interpretation
Im Jahr 2008 wurde in Deutschland die bereits 2004 in Frankreich veröffentlichte These von Pierre Temkine bekannt, wonach auch eine „historische“ Lesart des Zweiakters möglich sei. Aufgrund zahlreicher Hinweise im französischen Original kommt Temkine zu dem Schluss, dass Warten auf Godot auch auf die Situation der Ausländer und französischen Juden anspielt, die um 1942/1943 ins nichtbesetzte Restfrankreich geflohen waren, dann aber wegen der deutschen Besetzung mit Hilfe von Schleusern nach Savoyen flüchten mussten. Wladimir und Estragon könnten flüchtige Juden aus Paris sein, Godot ein Schleuser der Résistance, der aber nicht wie verabredet erscheint. Die mit Beckett abgestimmte, um die historischen Bezüge bereinigte deutsche Version, die Grundlage der moralischen Interpretation, ist damit kein Gegenkonzept, sondern die Erweiterung in eine „universelle Dimension“ des moralischen Versagens.

### Absurdes Theater
Dagegen sieht die traditionelle Deutung der Literaturwissenschaft Warten auf Godot als Paradebeispiel des „absurden Theaters“ und damit als ein Drama, das sich per se allen Interpretationen entziehe. In seiner Monografie meint z. B. Esslin, die „metaphysische Angst“ sei das Thema aller Stücke Becketts und das „Warten als wesenhaftes Merkmal menschlichen Seins“ im Warten auf Godot im Besonderen. Die quälenden Stimmen der Millionen Toten fragen bei Esslin nur „nach den Geheimnissen des Seins und des Ich“, Estragon und Wladimir seien „Partner in einem Komiker-Duett“. Die Kritiker befänden sich in einem „Trugschluss“, wenn sie nach einem „verborgenen Sinn“, einem „versteckten Schlüssel“ suchten. Kindlers Neues Literatur Lexikon assistiert, die beiden Figuren seien nur „metaphysische Clowns“, die „die existenzielle Unbehaustheit des Menschen verkörpern. (…) Im Zyklus solcher apokalyptischen Szenarien zeigt Warten auf Godot das menschliche Ableben auf der vergeblichen Suche nach Formen des Überlebens, nach Variationen des Endzeitvertreibs. (…) Die menschliche Existenz als Grenzsituation zwischen Leben und Tod, Gestalten, die auf der ewig enttäuschten Illusion des Wartens beharren oder in tragikomischer Hilflosigkeit die Gewissheit ihres Verfalls überspielen – darum geht es in allen Stücken Becketts.“ Sie würden die Weltanschauung des Existenzialismus spiegeln, dass es keinen „Sinn des Lebens“ und demzufolge auch keine grundlegenden ethischen Normen für den Menschen gebe.
In dieser Sichtweise, die zentrale Elemente des Textes ignoriert oder umdeutet, wird die für Beckett in Warten auf Godot deutliche Kritik am moralischen Versagen der Nachkriegsgesellschaft unsichtbar und sein Ansatz auf ein triviales L’art pour l’art reduziert. Wolfgang Hildesheimer mahnte dagegen, man dürfe die Darstellung von Absurdem nicht mit einer absurden Darstellung verwechseln. Zum Etikett „Absurdes Theater“ stellen auch Aleksandra Kwasnik und Florian Dreyßig fest: „Absurd, das lohnt die Richtigstellung, war nie sein Theater. […] Absurdität, das war Becketts Thema, der Mensch als Witz im Kosmos, das er mit den Mitteln des Theaters konventionell spielen ließ.“ Daher muss bei Beckett unterschieden werden zwischen einem „absurden Theater“ als a) einer Kritik der Darstellung (die Abläufe auf der Bühne sind absurd) und b) einem „Theater des Absurden“ als einer Darstellung der Kritik, die ein als absurd/abwegig/töricht angesehenes reales Verhalten dramatisch gestaltet.

### Weitere Impulse
Eine indirekte moralphilosophische Interpretation liefert die pessimistische Politsatire, die der serbische Schriftsteller Miodrag Bulatović aus Warten auf Godot geformt hat. In seiner Parodie Godot ist gekommen (1966), die gleichsam als Akt 3 und 4 des Beckettschen Originals fungieren sollen, zeigt er, was geschehen würde, wenn tatsächlich ein Erlöser erschiene. Schonungslos attackiert er Egoismus und Machtstreben als typisch menschlich. Bei ihm ist Godot ein Mann aus dem Volke, ein gutmütiger Bäcker, der den Menschen „ihr täglich Brot gibt“, trotzdem aber zum Tode verurteilt wird.
Der norwegische Schriftsteller Johan Harstad greift in seinem im Jahr 2019 auf Deutsch erschienenen Roman Max, Mischa und die Tet-Offensive Becketts Warten auf Godot als Leitmotiv wieder auf und lässt den Roman, wie auch Beckett sein Theaterstück, mit der Formel „Nichts zu machen“ beginnen. Schon im Romantitel klingt der Vietnamkrieg an, es geht wieder um den millionenfachen Tod von Menschen und die Kraft, sich dieser historischen Verantwortung auch moralisch zu stellen.
In dem Spielfilm Ein Triumph von Emmanuel Courcol, der im Dezember 2022 in den deutschen Kinos startete, inszeniert ein Regisseur, verkörpert von Kad Merad, mit Häftlingen in einem Gefängnis das Theaterstück Warten auf Godot mit der Aussicht auf eine Tournee außerhalb der Gefängnismauern.
Im Jahr 2023 wurde das Stück, in dem ausschließlich Männer auftreten und für das Beckett testamentarisch verfügt hat, dass die Männerrollen nur durch Männer gespielt werden dürfen, von einem Kulturzentrum im niederländischen Groningen abgesagt: „Es gehe nicht an, dass Gruppen von Menschen ausgeschlossen würden.“ Der Regisseur der englischsprachigen Theatergesellschaft der Universität Groningen kommentierte die Absage der Aufführung: Er komme sich vor, als ob er „in einem absurden Traum gelandet“ sei. Die Theatergruppe könne das Risiko nicht eingehen, von der Stiftung verklagt zu werden, die Becketts Rechte vertrete.

## Beckett überWarten auf Godot
Florian Illies fand eine Verbindung von Caspar David Friedrichs Bild „Zwei Männer in Betrachtung des Mondes“ und Samuel Beckett in einem Tagebucheintrag Becketts von 1937: „Friedrich. Schöne Vorliebe für 2 kleine, müde Männer in seinen Landschaften, wie in der kleinen Mond-Landschaft, die einzig noch akzeptable Form der Romantik: Das Ganze in Moll.“ Illies fährt fort: „Dass dieser Tag das Urerlebnis für Warten auf Godot ist, verrät Beckett erst in den 1970er Jahren, als er der Journalistin Ruby Cohn erzählt: ‘This was the source for Waiting for Godot, you know.‘“ Während Illies aber bei Friedrich ein wirkliches Gottvertrauen sieht, vermutet er bei Beckett ein grundsätzliches Missverständnis, räumt aber ein, dass Beckett das Bild „vielleicht missversteht. Oder besser versteht als wir, wer weiß das schon?“ Es bleibt aber offen, ob Beckett damit das Setting auf der Bühne oder die Aussage des Stückes meint.
Die Idealbesetzung von Estragon und Wladimir sah Samuel Beckett im Dick-und-Doof-Duo Stan Laurel und Oliver Hardy. Estragons und Wladimirs Äußeres, schwarzer Anzug und Melone, ist der Erscheinung von Charlie Chaplin nachgebildet, sie wirken „wie ein auf den Hund gekommenes Komikerpaar“ (Gina Thomas, FAZ). In einer Inszenierung von Luc Bondy (1999) erinnerte das Paar an den Film „The Odd Couple“ mit Jack Lemmon und Walter Matthau (Richard Reich, BZ). Jean Anouilh nannte Warten auf Godot „Pascals ‚Gedanken‘, dargestellt von den Fratellini“, bei den Weißclowns.
Der Titel Warten auf Godot soll, so eine Anekdote, auf eine Tour-de-France-Etappe zurückgehen, die sich Beckett irgendwo in Frankreich angesehen habe. Als alle Rennfahrer vorbei waren, habe er gehen wollen, aber gesehen, dass einige Zuschauer noch blieben. Auf seine Frage, worauf sie warteten, hätten sie geantwortet: „Auf Godeau!“ Dieser war angeblich der langsamste Fahrer des Rennens. Die Geschichte ist vermutlich nur Legende, da es keinen Fahrer dieses Namens bei der Tour de France jemals gab (der Bahnradsportler Roger Godeau hat dort nie teilgenommen).
Beckett weigerte sich stets, Interpretationen zu seinen Stücken abzugeben. So hat er es auch abgelehnt, die Spekulationen darüber, wer Godot sei oder wofür er stehe, zu beantworten: „Hätte ich gewusst, [wer Godot ist,] hätte ich das Stück nicht geschrieben.“
Beckett selbst soll gesagt haben, der Name Godot gehe auf godillot zurück, ein umgangssprachliches französisches Wort für „Schuh“. Dies könne man, so ein Deutungsvorschlag, darauf beziehen, dass Estragon Probleme mit den Füßen hat, ständig an seinen Schuhen herumwerkelt und im Verlauf des zweiten Akts seine Fähigkeit zu gehen ganz verliert.
Eine weitere – angeblich auf Beckett zurückgehende – Deutung findet sich im Buch „An den Ufern der Seine“ von Agnès Poirier. Danach hat Beckett seinem Freund Con Leventhal im Vertrauen mitgeteilt, der Name Godot gehe auf einen Besuch in der Rue Godot de Mauroy im 9. Arrondissement zurück. Als er dort das Angebot einer Prostituierten abgelehnt habe, habe das Mädchen gefragt: „Ach ja? Und auf wen warten Sie? Auf Godot?“ Poirier gibt als ihre Quelle an: Anthony Cronin: Samuel Beckett, The last Modernist. S. 386–394.

## Berühmte Inszenierungen
- 1954: Münchner Kammerspiele – Regie: Fritz Kortner (mit Ernst Schröder als Wladimir, Heinz Rühmann als Estragon, Friedrich Domin als Pozzo und Rudolf Vogel als Lucky)
- 1961: Théâtre de l’Odéon, Paris – Regie: Roger Blin, Bühnenbild Alberto Giacometti
- 1972: Staatstheater Stuttgart – Regie: Peter Palitzsch (mit Gerhard Just als Wladimir und Peter Roggisch als Estragon)
- 1975: Schillertheater Berlin – Regie: Samuel Beckett (mit Stefan Wigger als Wladimir, Horst Bollmann als Estragon, Carl Raddatz als Pozzo und Klaus Herm als Lucky)
- 1984: Münchner Kammerspiele – Regie: George Tabori (mit Peter Lühr als Wladimir und Thomas Holtzmann als Estragon)
- 1987: Staatsschauspiel Dresden – Regie: Wolfgang Engel (mit Peter Kube als Wladimir, Lars Jung als Estragon, Roland May als Pozzo und Matthias Nagatis als Lucky) – erste Godot-Inszenierung der DDR
- 1988: Mitzi E. Newhouse Theatre, Lincoln Center, New York City – Regie: Mike Nichols (mit Steve Martin, Robin Williams, F. Murray Abraham und Bill Irwin)
- 1991: Burgtheater Wien – Regie: Cesare Lievi (mit Traugott Buhre als Wladimir, Branko Samarovski als Estragon und Paulus Manker als Pozzo)
- 1993: Nationaltheater Sarajevo – Regie: Susan Sontag – Die Inszenierung fand mitten im Bosnienkrieg statt.
- 1999: Théâtre Vidy Lausanne, Regie: Luc Bondy
- 2002: Schauspielhaus Bochum – Regie: Matthias Hartmann (mit Michael Maertens als Wladimir, Ernst Stötzner als Estragon, Fritz Schediwy als Pozzo und Harald Schmidt als Lucky)
- 2006: Berliner Ensemble – Regie: George Tabori (mit Axel Werner als Wladimir, Michael Rothmann als Estragon, Gerd Kunath als Pozzo und Roman Kaminski als Lucky)
- 2009: Theater der Altmark Stendal – Regie: Hannes Hametner – Die Inszenierung setzte erstmals den Gedanken "Schleuser Godot" von Pierre Temkine aus "Das Absurde und die Geschichte" (siehe Literatur) für die Bühne um.[41]
- 2009: The Theatre Royal Haymarket – Regie: Sean Mathias (mit Ian McKellen und Patrick Stewart)
- 2014: Deutsches Theater Berlin (in Memoriam Dimiter Gotscheff) (mit Samuel Finzi als Wladimir, Wolfram Koch als Estragon, Andreas Döhler als Pozzo und Christian Grashof als Lucky)
- 2015: Saarländisches Staatstheater Saarbrücken – Regie: Dagmar Schlingmann (mit Christian Higer als Wladimir, Andreas Anke als Estragon, Klaus Meininger als Pozzo und Cino Djavid als Lucky)
- 2025: Residenztheater München – Regie: Claudia Bauer (mit Max Rothbart als Estragon, Florian von Manteuffel als Wladimir, Lukas Rüppel als Lucky und Michael Goldberg als Pozzo)

## Ausgaben
- Warten auf Godot. Deutsche Übertragung von Elmar Tophoven. Vorwort von Joachim Kaiser. Suhrkamp (= suhrkamp taschenbücher. Band 1). dreisprachig.